# قانون اساسی لیختن‌اشتاین
قانون اساسی لیختن‌اشتاین (انگلیسی: Constitution of Liechtenstein) عالی‌ترین قانون کشور لیختن‌اشتاین است. این قانون که در ۵ اکتبر ۱۹۲۱ تصویب شد، جایگزین قانون اساسی ۱۸۶۲ شد. در این قانون پایه حکومت بر مبنای دموکراسی در زیر پادشاهی مشروطه و همچنین انجام همه‌پرسی بر روی مصوبات مجلس بنا شده است. این قانون سه صندلی در مجلس که توسط پادشاه انتخاب می‌شد را حذف نمود و سن رای دادن را از ۲۴ سالگی به ۲۱ سالگی کاهش داد.